# Ato Boldon
Ato Boldon (Port of Spain, Trinidad, 30. prosinca 1973.), bivši je atletičar iz Trinidada i Tobaga koji se natjecao u kratkim trkačkim disciplinama. 
Boldon je bio jedan od najboljih muških sprintera tijekom 1990-ih s osvojene četiri olimpijske i četiri medalje sa svjetskih natjecanja u atletici. Iako je postizao vremena ispod 9.90s na 100 metara, bio je u sjenci svog prijatelja i partnera na treninzima
Maurica Greena koji je dominirao ovom disciplinom 1990-ih. Poslije brojnih povreda Boldnon završava aktivnu karijeru sprintera poslije OI 2004. u Ateni koje nisu bile uspješne za njega. 

## Karijera poslije atletike
U veljači 2006., Boldon je izabran za senatora na Trinidadu i Tobagu, ali poslije samo 14 mjeseci obnašanja dužnosti političara odlučuje se prestati baviti politikom. Boldon je danas aktivan kao specijalni komentator za američke TV-kanale 
CBS i NBC.

## Osobni rekordi
- 100 m - 9.86 s
- 200 m - 19.77 s

## Vanjske poveznice
- Službene stranice